# ISO 3166-2:TK
ISO 3166-2:TK – kody ISO 3166-2 dla Tokelau.
Kody ISO 3166-2 to część standardu ISO 3166 publikowanego przez Międzynarodową Organizację Normalizacyjną. Kody te są przypisywane głównym jednostkom podziału administracyjnego, takim jak np. województwa czy stany, każdego kraju posiadającego kod w standardzie ISO 3166-1. 
Aktualnie (2017) dla Tokelau nie zdefiniowano kodów dla podjednostek administracyjnych, a Tokelau, pomimo że jest terytorium zależnym Nowej Zelandii, nie posiada kodu ISO 3166-2:NZ wynikającego z podziału terytorialnego tego państwa. 